# سید نظام‌الدین موسوی

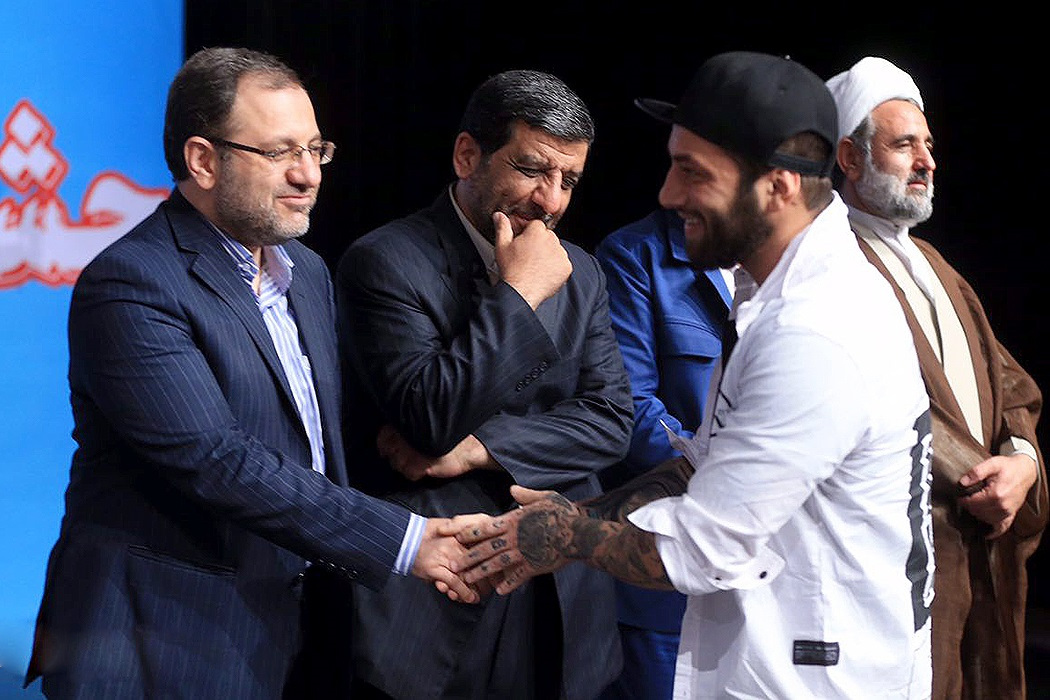
موسوی در حال اعطای جایزه به امیر تتلو، ۱۳۹۶

سید نظام‌الدین موسوی (زادهٔ ۲۳ فروردین ۱۳۵۱) سیاستمدار اصول‌گرای ایرانی و از سال ۱۳۹۰ تاکنون دبیرکل انجمن روزنامه‌نگاران مسلمان است. او مدیرعامل پیشین خبرگزاری فارس بوده‌ و در کارنامه خود مدیرمسئولی روزنامه جوان را هم بر عهده داشته است.
وی در یازدهمین انتخابات مجلس شورای اسلامی عضو لیست ایران سربلند بود و توانست با کسب ۷۷۸ هزار و ۶۱۸ رأی، به عنوان نفر هفدهم از حوزه انتخابیه تهران، ری، شمیرانات، اسلامشهر و پردیس از استان تهران انتخاب گردد.
موسوی رئیس شورای فرهنگی و رئیس شورای اطلاع‌رسانی ستاد اجرایی فرمان امام هم بوده است.
در دی ماه سال ۱۴۰۰ موسوی با حکم محمدحسین موسی‌پور رئیس شورای هماهنگی تبلیغات اسلامی به ریاست ستاد دهه فجر منصوب شد.